# Devon Wilson
Devon Wilson est une groupie américaine née à Milwaukee en 1943 et morte en février 1971 à New York. Elle est connue pour sa liaison tumultueuse avec Jimi Hendrix, auquel elle a inspiré notamment la chanson Dolly Dagger.

## Biographie
Devon Wilson naît Ida Mae Wilson à Milwaukee en 1943 dans une famille afro-américaine défavorisée, qu'elle quitte à l'âge de quinze ans pour mener une vie de routarde, entre violence et pauvreté. Elle se drogue et se prostitue sous le pseudonyme de « Devon », et devient une groupie.
Elle rencontre Jimi Hendrix à Los Angeles en juillet 1967 ou en 1968, ou selon d'autres versions en décembre 1965, à New York. Elle devient une sorte d'assistante personnelle, et s'engage entre eux une relation passionnelle intermittente et complexe, qui dure même si celle qui se qualifie de « super-groupie » a d'autres amants dans le monde de la scène musicale : Eric Clapton, Mick Jagger,, Miles Davis,, Jim Morrison, Quincy Jones, etc. Hendrix, notoirement peu enclin à s'engager émotionnellement, noue avec elle une relation inhabituellement étroite : elle sera, aux dires de son batteur Mitch Mitchell, une de ses deux seules passions,. Devon joue auprès de lui un rôle protecteur, mais en même temps lui procure de la drogue (héroïne, cocaïne, LSD), des filles (elle est rapporte-t-on bisexuelle), encourage ses excès.
Elle inspire à Hendrix la chanson Dolly Dagger, dont le titre et les paroles font référence à sa liaison parallèle avec Mick Jagger, ainsi que Freedom et Stepping Stone.
Leurs rapports se détériorent au fur et à mesure que le chanteur devient célèbre. Très jalouse, elle ne supporte pas qu'il prenne ses distances. Hendrix s'en sépare.
Ils se retrouvent par hasard à Londres l'après-midi du 18 septembre 1970 ; dans la nuit qui suit, Jimi Hendrix meurt d'une overdose en présence de sa nouvelle petite amie, Monika Dannemann.
Devon Wilson, dévastée, rentre à New York et sombre dans la toxicomanie.
En février 1971 elle tombe d'un balcon du 8e étage de l'hôtel Chelsea de New York dans des circonstances obscures, et s'écrase sur le trottoir.